# Silla Hill House

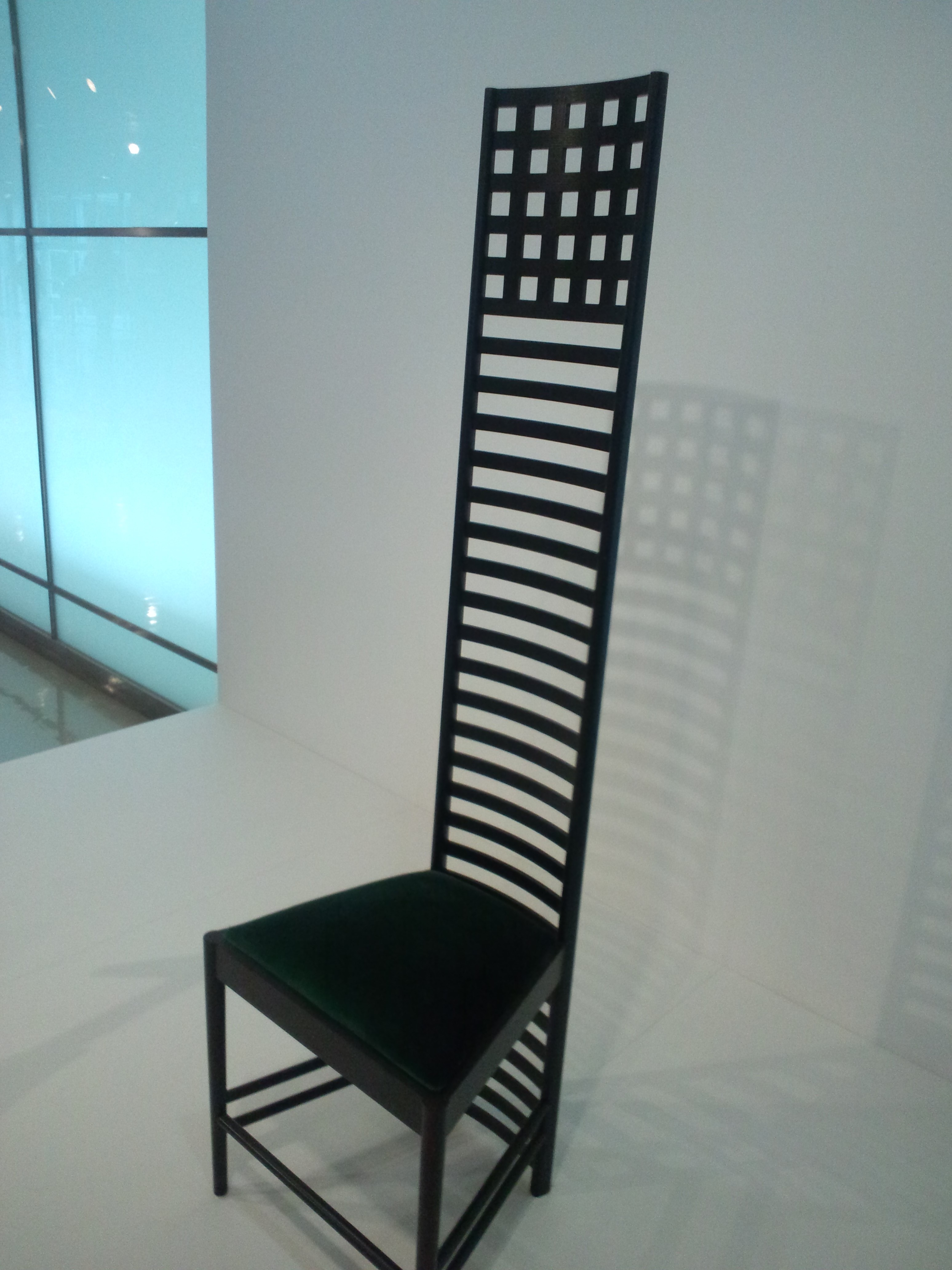
Silla Hill House en el museo nacional de etnología de Osaka.

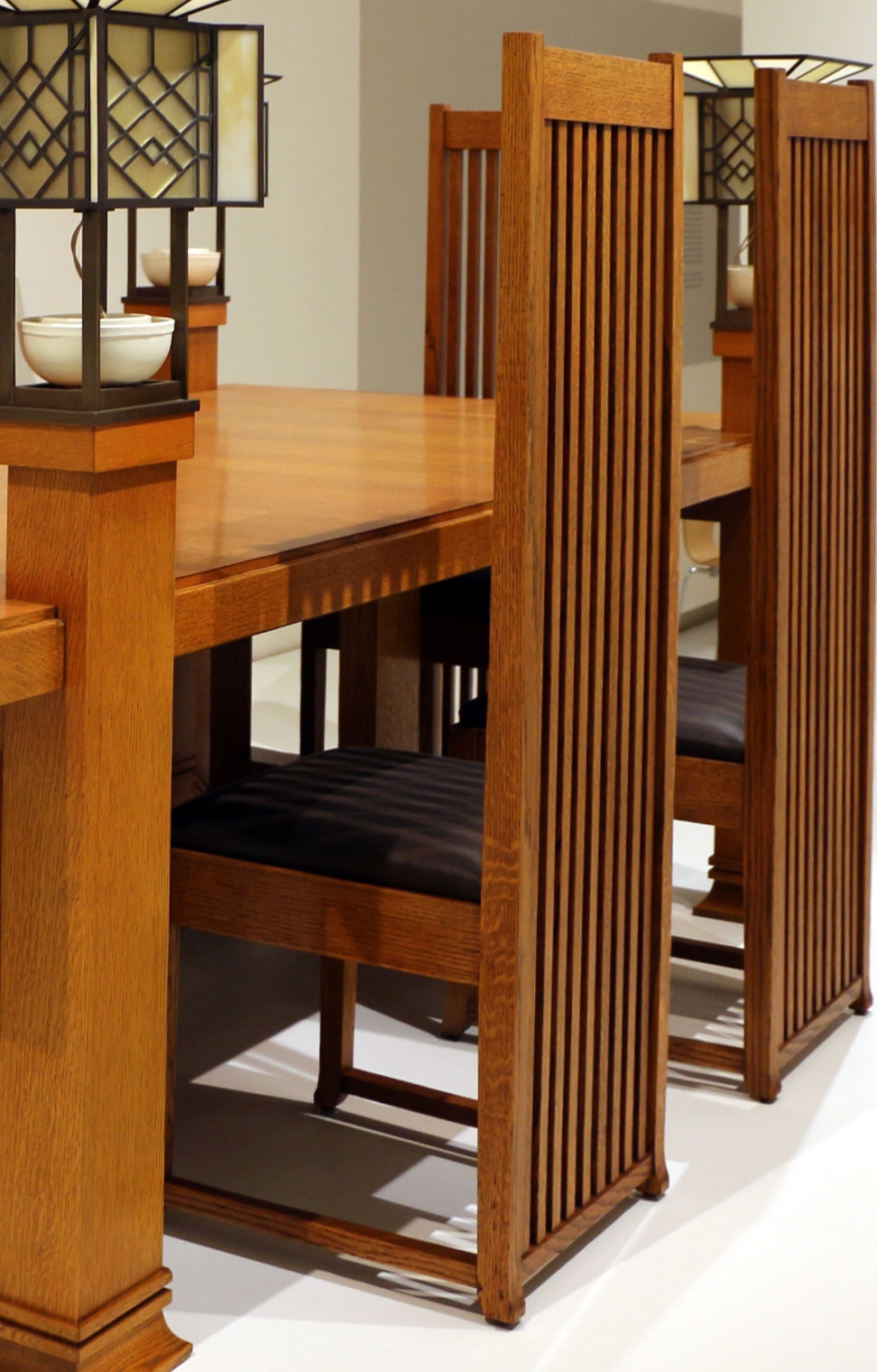
Silla diseñada por Frank Lloyd Wright para la Casa Robie, inspirada en la silla Hill House.

La silla Hill House es un modelo de silla diseñado en 1902 por el arquitecto Charles Rennie Mackintosh como parte del mobiliario original de la mansión Hill House, una vivienda particular en Helensburgh, Escocia. Es considerada una de las obras más representativas del modernismo escocés y de la influencia del diseño japonés en la obra de Mackintosh.

## Descripción
En 1902 Walter Blackie contrató a Charles Rennie Mackintosh y Margaret Macdonald Mackintosh para construir una casa para su familia, Hill House, en Helensburgh, Escocia, y esto incluía el diseño de interiores y los muebles.
Las dos sillas originales estaba originalmente en el dormitorio principal de Hill House, cada una entre dos armarios blancos como elementos decorativos contrastantes. La silla de ebanistería, en madera de nogal de color negro, tiene un respaldo alto con una estructura geométrica; es ancha al frente y estrecha al fondo (41 cm × 39 cm), resalta el respaldo de 141 cm de alto, escalonado, de perfil curvo que se extiende hasta el suelo y con orificios cuadrados en la parte superior; el asiento está forrado en tela blanca a juego con el color de la habitación.

## Japonismo
La silla Hill House, y en general el diseño de interiores y el resto del mobiliario de la casa, evidencian el interés de Mackintosh por la estética japonesa. La importancia del japonismo en el diseño industrial de Mackintosh comenzó a notarse en trabajos como como el cerchado de las escaleras de la Escuela Pública de los Mártires, donde empleó juntas desmontables, una técnica característica de la carpintería japonesa. Sin embargo, se ha considerado que se trata de su interpretación del libro «Japan: Its Architecture, Art, and Art Manufacturers» de Christopher Dresser y no el trabajo de alguien expuesto directamente a obras japonesas.
La influencia del diseño japonés en la obra de Charles Rennie Mackintosh se explica por los intensos intercambios comerciales y culturales entre Glasgow y Japón a finales del siglo XIX. Aunque no existe evidencia directa de que Mackintosh asistiera a las exhibiciones de arte japonés realizadas en la ciudad durante su juventud, es probable que conociera las colecciones de la Corporation Galleries en la escuela de arte de Glasgow, donde estudió.

## Influencia posterior
La silla Hill House influyó en diseños hechos por arquitectos como Frank Lloyd Wright, que diseñó una silla similar para el comedor de la Casa Robie o Joseph Hoffmann y su silla para el doctor Salzer.
Sin embargo, durante décadas la silla, y en general la obra de Mackintosh, estuvo relativamente «olvidada», pero recuperó su popularidad en los años 70, después de que Arata Isozaki se inspirara en ella para diseñar la silla Marilyn en 1972, y la empresa italiana Cassina la añadió al catálogo «I maestri» (1973), regresando a Mackintosh al foco público de los grandes diseñadores. Diez años después, la silla hizo su primera aparición en los medios audiovisuales en la película Nueve semanas y media de 1986.

### En la cultura popular
Por ser uno de los grandes referentes del diseño industrial, la silla Hill House ha aparecido en diversas obras audiovisuales como:
- Nueve semanas y media (1986),[10]
- American Psycho (2000),[11]
- Los abrazos rotos (2009),[12]
- Spy × Family, portada del volumen 11 del manga (2023).[13]